# Bernardus Hermanus Heldt
Bernardus Hermanus Heldt (Amsterdam, 1 september 1841 - Arnhem, 13 januari 1914) was een Nederlands vakbondsleider en politicus.
Heldt was een meubelmaker, vakbondsman en liberaal politicus. In 1885 was hij de eerste 'arbeider' in de Tweede Kamer. Hij was oprichter en voorzitter van het Algemeen Nederlandsch Werklieden-Verbond. Pleitbezorger van invoering van een staatspensioen en van kiesrechtuitbreiding. Hij maakte deel uit van de Parlementaire enquête naar de toestand in fabrieken en werkplaatsen. In 1886 was hij de enige die bij de behandeling van de Grondwetsherziening voluit koos voor invoering van het algemeen kiesrecht. Hij sloot zich later aan bij de VDB, maar zijn politieke rol was toen al grotendeels uitgespeeld.
- Biografisch Portaal: 34112197
- Gemeinsame Normdatei: 17325117X
- International Standard Name Identifier: 0000 0003 5724 6100
- Nederlandse Thesaurus van Auteursnamen: 073819522
- Parlement.com: vg09ll1l5jzp
- Virtual International Authority File: 194191474
- WorldCat: E39PBJpJjvgMjrmVHGyghGQjG3